# Limnonectes namiyei
Limnonectes namiyei – gatunek płaza bezogonowego z rodziny Dicroglossidae, endemit japońskiej wyspy Okinawa. Dorasta do 11,7 cm i zasiedla górskie lasy, gdzie żywi się drobnymi wodnymi bezkręgowcami. Jest gatunkiem zagrożonym wyginięciem w związku z niewielkim obszarem występowania spowodowanym wycinką lasów. 

## Wygląd i informacje ogólne
Ciało jest duże i krępe. Samce mierzą 7,9–11,7 cm, a samice 7,2–9,1 cm. Występuje 3–5 zębów lemieszowych. Posiada bardzo dobrze rozwiniętą błonę pławną na dłoniach i stopach. Na skórze grzbietu występują guzki z białymi chropowatościami. Fałdy grzbietowo-boczne widoczne są jedynie w tylnej części ciała, dobrze natomiast zaznaczone są fałdy nadbębenkowe. Z czubka żuchwy wyrasta wyrostek przypominający kieł, który jest większy u samców. Gatunek ten posiada parę worków rezonansowych, a modzele godowe u samców są słabo rozwinięte. Jest to gatunek diploidalny, liczba chromosomów 2n = 22.

## Zasięg występowania i siedliska
Gatunek endemiczny. Spotkać go można jedynie na japońskiej wyspie Okinawa. Zasiedla wiecznie zielone górskie lasy w pobliżu potoków. Odżywia się drobnymi wodnymi zwierzętami, takimi jak krewetki, kraby czy larwy chruścików. Składa brązowe jaja o średnicy 2,2–2,5 mm.

## Status
Jest to gatunek zagrożony wyginięciem (EN). Do wczesnych lat 70. XX wieku gatunek ten spotkać można było na prawie całej północnej połowie wyspy Okinawa. Obecnie jego zasięg występowania (EOO) wynosi 247 km² i jest mocno poszatkowany. Zagraża mu wylesianie i budowa dróg oraz tam, a także inwazyjne ssaki z rodziny mangustowatych. Gatunek ten został ustanowiony pomnikiem przyrody przez prefekturę Okinawa i jest pod całkowitą ochroną. Dzięki działaniom japońskich władz udało się znacznie zredukować liczebność mangustowatych, dzięki czemu liczebność tego płaza przestała spadać.